# Valeurs Actuelles
Valeurs actuelles (deutsch: Aktuelle Werte) ist eine rechtsnationale französische Wochenzeitschrift. Aufsehen erregte die Zeitschrift durch ein großes Interview 2019 mit Präsident Emmanuel Macron und 2021 den Aufruf von pensionierten Generälen gegen den Islamismus in Frankreich.

## Geschichte und Entwicklung
Die Zeitschrift, gegründet 1966 von Raymond Bourgine, war anfänglich ein Ableger des Wirtschafts- und Anlegermagazins Finance. Sie hatte 2022 eine Auflage von gut 109.000 Exemplaren. Nach und nach entwickelte sie sich zu einer politischen Zeitschrift mit liberal-konservativer und dann rechtsextremer Ausrichtung.
Ursprünglicher Eigentümer war die konservative Mediengruppe Socpresse, zu der auch Le Figaro, das Magazin L’Express und andere Printmedien gehörten. Die rechtskonservative redaktionelle Linie wurde 2012 mit der Ankunft von Yves de Kerdrel als Chefredakteur, nach dem die Auflage auf 5.000 Exemplare gesunken war, radikalisiert und ab dann als rechtsextrem klassifiziert. 2014 übernahm der Verlag Valmonde die Zeitschrift, dem auch das Magazin Le Spectacle du Monde und das Jagdmagazin Jours de Chasse gehören.
Im Jahr 2016 führte die Zeitschrift ein Interview mit Donald Trump, dem damaligen Präsidentschaftskandidaten der Republikanischen Partei der USA. In einem Leitartikel bezeichnete Yves de Kerdrel den neuen US-Präsidenten Trump als „korrupten, fremdenfeindlichen und sexistischen Geschäftsmann“. Auch Nicolas Sarkozy, Ex-Präsident Frankreichs, nutzte die Zeitschrift wegen ihrer Nähe zum Front National als Plattform für seine Rückkehr in die Politik und gewährte dem Magazin programmatische Interviews.
2019 erschien ein großes, zwölfseitiges Interview mit Präsident Emmanuel Macron, das Schlagzeilen machte und die politische Linke Frankreichs ärgerte. Macron sprach in dem Interview kritisch über den Islam, die islamische Verschleierung von Frauen und die Immigration. Macron verteidigte sich gegen Kritik an dem Interview und sagte, er wolle auch ein anderes Publikum erreichen. Er nannte Valeurs Actuelles „ein sehr gutes Magazin, das man lesen muss, wenn man wissen will, was die Rechte denkt“.
2021 erregte ein Aufruf von 20 pensionierten Generälen und 100 weiteren hochrangigen Militärs frankreichweit und auch international Aufsehen, die darin vor islamistischem Terror und eine Übernahme islamistischer Gruppen in den Vorstädten warnten, die zu einem Bürgerkrieg führen könnten. Der öffentliche Appell erzielte ein großes Echo und das Verteidigungsministerium drohte mit Sanktionen. Die Militärs sollen der französischen Rechtspartei Rassemblement national von Marine Le Pen nahestehen.
Einer der wichtigsten Leitartikler ist Michel Gurfinkiel, ein Publizist aus jüdisch-französischer Familie, der zuvor langjähriger Chefredakteur war. Er warnte 2006 vor einer Islamisierung und politischer Instabilität Frankreichs. Der Historiker Jean Tulard schrieb für das Magazin. Chefredakteur war auch Geoffroy Lejeune.